# Anelytra pellucida
Anelytra pellucida är en insektsart som beskrevs av Sigfrid Ingrisch 1998. Anelytra pellucida ingår i släktet Anelytra och familjen vårtbitare. Inga underarter finns listade i Catalogue of Life.